# یانینا ویلچوونا
یانینا ویلچوونا (لهستانی: Janina Wilczówna؛ زادهٔ ۲۱ مارس ۱۹۱۷–۱۷ سپتامبر ۱۹۷۹) بازیگر اهل لهستان است.
از فیلم‌ها یا مجموعه‌های تلویزیونی که وی در آن‌ها نقش داشته است، می‌توان به ۳۰ قیراط خوشبختی، دکتر مورک و بولک و لولک اشاره نمود.